# Almostanjide I
Iúçufe ibne Almoctafi (em árabe: يوسف بن المقتفي; romaniz.: Yusuf ibn al-Muqtafi; m. 1170), mais conhecido por seu nome de reinado Almostanjide Bilá (em árabe: المستنجد بالله; romaniz.: Al-Mustanjid bi'llah), foi o califa do Califado Abássida em Baguedade de 1160 a 1170.

## Vida
Abu Almuzafar Iúçufe era filho do califa Almoctafi II (r. 1136–1160) com uma concubina armênia. Em 1160, sucedeu seu pai com o nome de Almostanjide. Ao ascender, continuou as políticas do antecessor que pretendiam restabelecer o controle califal direto sobre o Iraque e adotou uma política branda em relação à tributação que lhe rendeu mais favores. Em 1165, sentindo-se confiante de sua posição, deixou de citar os seljúcidas na cunhagem de Baguedade. Apesar destes sucessos, Almostanjide é mais conhecido por seu interesse em poesia e por sua habilidade com o astrolábio. Selecionou mal os funcionários que o serviam o palácio e em 1170 foi vítima de um complô arquitetado pelo camareiro turco Caimaz e outros oficiais, que buscavam proteger seus interesses. O falecido por seu filho Almostadi (r. 1170–1180), filho de uma concubina armênia, que rapidamente vingou seu pai.